# Sufriti
Sufriti (Arabo صفرية, Ṣufriyya) erano chiamati quei kharigiti che, all'inizio del califfato dell'omayyade Yazīd b. Muʿāwiya, si ribellarono con Abū Bilāl Mirdās ibn Udayya, della tribù dei Banū Tamīm.

Devono il loro nome al primo loro organizzatore: ʿAbd Allāh ibn al-Asfar, anche se altre fonti citano come nome ʿAbd Allāh ibn al-Ṣaffār o Ziyād ibn al-Aṣfar. La parola "Aṣfar" o "al-Ṣaffār" si ricollegano alla radice linguistica "ṣ-f-r" (che indica il colore "giallo") e da essa sarebbe derivato il termine arabo Ṣufriyya, anche se non manca chi riconduce il riferimento al colore giallo all'incarnato che tali kharigiti, per le loro ascetiche maniere di vivere, avrebbero inevitabilmente assunto.
Originatisi a Baṣra (vero centro-motore del pensiero kharigita), i Sufriti s'insediarono però presto nell'attuale Khuzistān iraniano (regione di Ahwāz), abbastanza defilata rispetto ai principali centri di potere omayyadi e da lì la loro volontà di auto-finanziarsi, ricorrendo a un'attività predatoria ai danni dei traffici mercantili, provocò la reazione califfale.
Nella battaglia di Darābjird (680) i Sufriti furono sgominati e lo stesso Mirdās morì.
A lui succedette allora ʿImrān ibn Hittān (m. 704 ca.), assai meno intenzionato del suo predecessore a far valere con le armi le ragioni del movimento che guidava, e più incline all'arte poetica.
Nuove rivolte sufrite furono organizzate nel 695 e nel 718-720, entrambe in Iraq. Più gravi furono quelle esplose nel 744 (in Iraq), nel 752 (in ʿOmān, contro i kharigiti ibaditi locali) e nel 794-796, ancora in Mesopotamia. 
In totale contrasto con i movimenti kharigiti degli Azraqiti (Azāriqa) e degli Ibaditi, i Sufriti furono i più fedeli depositari del primo credo kharigita - ostile tanto all'"usurpazione" califfale omayyade quanto alle pretese dinastiche alidi - senza quelle innovazioni dottrinarie "esagerate" (ghuluww) che caratterizzarono invece gli altri gruppi che si richiamavano al Kharigismo.

Al loro credo si rifaceva nell'VIII secolo un emirato costituito a Sigilmassa, nell'attuale sud marocchino, ma anche nell'algerina Tlemcen un certo Abū Qurra riuscì quasi nello stesso periodo a erigere uno staterello che si ispirava al kharigismo di tipo sufrita.